# Manuscrito encontrado

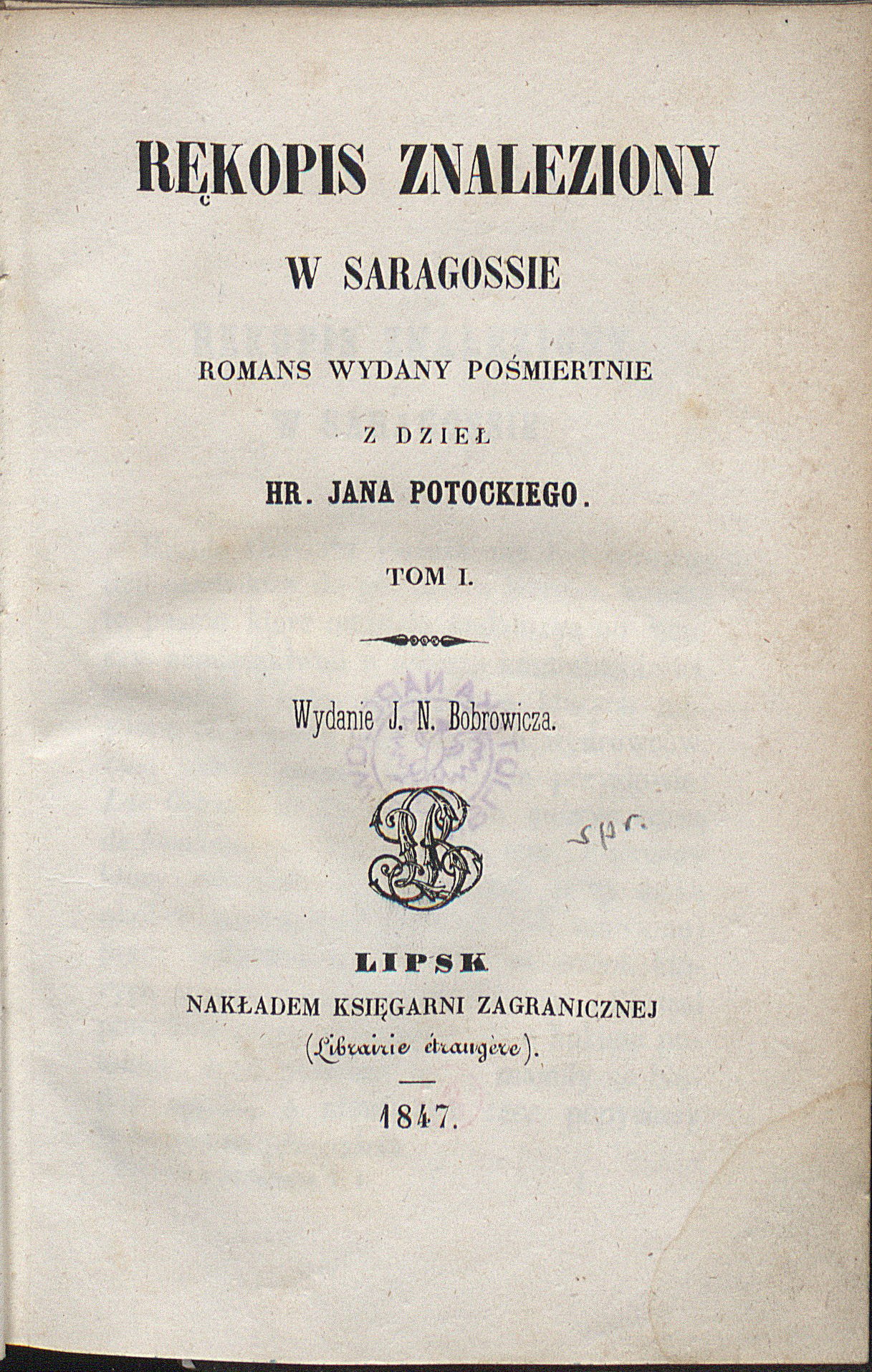
El manuscrito encontrado en Zaragoza, de Jan Potocki.

El manuscrito encontrado es un tópico literario, y una técnica narrativa que consiste en fingir que la historia que se va a contar fue hallada escondida o enterrada por quien la publica y, por tanto, este último no es su verdadero autor y en todo caso es su editor, traductor o adaptador.

## Funciones
Se encuentra localizado como un paratexto de la narración, por lo general en un prólogo. Esta técnica literaria deriva de la necesidad de crear verosimilitud haciendo desaparecer al autor como causa directa de la ficción: el verdadero autor se oculta como mediador o intermediario o editor para que el lector dude de que la narración es ficticia y piense que muy probablemente pueda ser real; el hecho de que sea antigua la autoriza y le da prestigio y venerabilidad, asimismo; en todo caso, en esa indeterminación no es posible preguntar de dónde ha venido o si es verdadera, con lo que el autor real consigue librarse de tener que dar explicaciones, sortea las posibles censuras y críticas que pudiera recibir y genera un juego de distanciamientos y perspectivas en relación con la narración con el que gana autonomía para su obra y, por tanto, verosimilitud y realismo.
Christian Angelet estima que es una variante del argumento de autoridad o magister dixit. Pero el topos literario se basa en la imitación de un procedimiento de cita real y que solo puede distinguirse de las citas ficticias comprobando sus referencias.
El tópico o topos aparece ya en la Biblia, (2º Libro de los Reyes, XXII y XXIII: el rey Josías de Judá encuentra un manuscrito ampliado y corregido del Deuteronomio que le servirá para realizar una gran reforma en el culto de raíz monoteísta. En la literatura helenística se encuentra ya en Las  maravillas de más allá de Tule / Τὰ ὑπὲρ Θoύλην ἄπιστα (s. II d. C.) de Antonio Diógenes, donde el manuscrito aparece en una tumba fenicia en Tiro, y en las Crónicas  troyanas de Dictis Cretense (s. IV d. C.) y Dares Frigio (s. VI d. C.), obras estas últimas que fueron leídas por los medievales como si fueran historia real y auténtica. El tópico reaparece en el Amadís de Gaula (1508) de Garci Rodríguez de Montalvo y en los libros de caballerías que lo imitaron (Las sergas de Esplandián, por caso, del mismo autor). En este género es frecuente que se finjan ser traducctores de antiguos libros escritos en lengua extranjera (griego, latín, árabe, inglés, etc.) por algún sabio cronista, y que estos fueron hallados en circunstancias excepcionales. 
La primera novela moderna, el Quijote (1605 y 1615) de Miguel de Cervantes, repite el tópico de una manera burlesca, y además lo combina con un subtópico creado en el género de los libros de caballerías: el "manuscrito incompleto", en los capítulos ocho y nueve de la primera parte, a fin de introducir un nuevo narrador. Asimismo es habitual en el género de la novela epistolar del siglo XVIII, por ejemplo, en Las amistades peligrosas (1782) de Choderlos de Laclos, y no fue escaso en el género de la novela histórica (Yo, Claudio (1934), de Robert Graves, por ejemplo) o incluso en la fantástica (Manuscrito encontrado en una botella, 1832, de Edgar Allan Poe o Memorias encontradas en una bañera, 1961, de Stanisław Lem).
La novela  de  la  momia (1858) de Théophile Gautier encuentra un papiro egipcio en una tumba antigua. Jan Potocki compuso su famoso El  manuscrito  encontrado  en  Zaragoza (1804-1805) y últimamente puede citarse a Umberto Eco y su El nombre de la rosa (1980). En el caso de El hechizado (1944) de Francisco Ayala, el narrador-editor es en realidad un investigador.

## En otro tipo de ficciones (radiofónica, cinematográfica)
A veces se finge que una película es un "metraje encontrado", sobre todo en películas de terror derivadas de El proyecto de la bruja de Blair (1999). También se utiliza en el género del falso documental. Algunas novelas, por otra parte, fingen ser transcripciones de cintas magnetofónicas.